# 차오런량
차오런량(중국어 간체자: 乔任梁, 정체자: 喬任梁, 병음: Qiáo Rènliáng), 1987년 10월 15일 ~ 2016년 9월 16일)은 중국의 배우이자 가수였다. 2016년 9월 16일, 상하이의 아파트에서 우울증에 의한 자살로 사망한채로 발견되었다.

## 출연 작품

### 영화
- 청춘연애
- 아문적십년
- 마가행동

### 드라마
- 금수연화려모험 (후난위성 TV)
- 스테이 위드미 (후난위성 TV)
- 《여상육정》